# Paul Fort

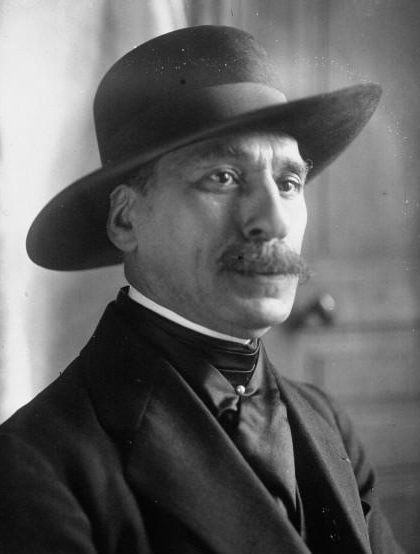
Paul Fort (1922)

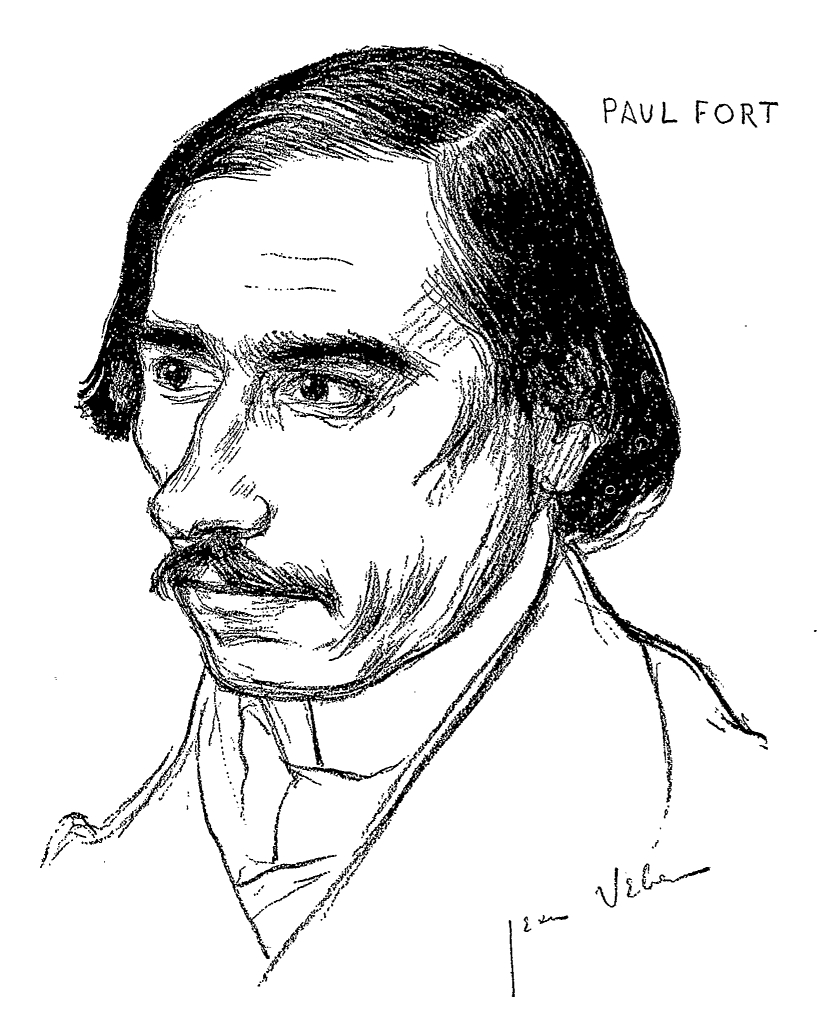
Paul Fort, porträtterad av Jean Veber.

Paul Fort, född 1 februari 1872 i Reims, död 20 april 1960 i Montlhéry, var en fransk författare.
Fort gav år 1889 ut ett manifest mot det naturalistiska dramat och startade 1890 tillsammans med Lugné-Poë teatern Théâtre d'art, 1893 namnändrad till Théâtre de l'Œuvre. Han publicerade ballader i tidningar och gav ut ett flertal balladsamlingar. År 1905 startade han tidskriften Vers et prose som fram till 1914 blev de symbolistiska diktarnas organ. Från 1912 bar han titeln prince des poètes.  År 1937 tillhörde han grundarna av Académie Mallarmé. Forts enorma lyriska huvudverk, Ballades françaises, utgör en apoteos i över 30 volymer över Frankrikes historia, dess land och folk. Titlar på två av baknen kan nämnas: Paris sentimental (1902) och île de France (1908), som båda visar på hans favoritmiljöer, Paris med dess närområde. Han hämtade ofta motiv ur den franska medeltidsdiktningen, såsom märks i hans drama Louis XI, courieux homme (1921).